# Pseudotessellarctia brunneitincta
Pseudotessellarctia brunneitincta är en fjärilsart som beskrevs av George Francis Hampson 1901. Pseudotessellarctia brunneitincta ingår i släktet Pseudotessellarctia och familjen björnspinnare. Inga underarter finns listade.